# The Monks
The Monks var ett garagerockband som bestod av amerikanska soldater som var baserade i Västtyskland från mitten till slutet av 1960-talet. Bandet återförenades 1999 och fortsatte att spela konserter, men inga nya studioalbum har gjorts. The Monks stack ut från den tidens musik och har utvecklat en kultstatus bland många musiker och musikfans.

## Medlemmar
- Gary Burger - Leadgitarr, sångare, tamburin (Död: 2014)
- Larry Clark (född Lawrence Spangler) - Orgel, bakgrundssång, piano, tamburin
- Eddie Shaw (född Thomas Edward Shaw) - Basgitarr, bakgrundssång, trumpet, blåsinstrument
- Dave Day (född David Havlicek) - Banjo, rytmgitarr, banjogitarr, tamburin, bakgrundssång (Död: 2008)
- Roger Johnston - Trummor, bakgrundssång (Död: 2004)

## Diskografi
Studioalbum
- 1966 – Black Monk Time

Singlar
- 1965 – "Complication" / "Oh, How to Do Now"
- 1966 – "I Can't Get Over You" / "Cuckoo"
- 1967 – "Love Can Tame the Wild" / "He Went Down to the Sea"
- 2009 – "Pretty Suzanne" / "Monk Time"

Samlingsalbum
- 1999 – Five Upstart Americans